# Фабрициус, Филипп
Филипп Фабрициус (нем. Philipp Fabricius; приблизительно 1580, Микулов, Чешское королевство — 1631, Прага, Чешское королевство) — чешский политический деятель, секретарь королевской канцелярии, известный в первую очередь как одна из жертв пражской дефенестрации 1618 года (наряду с Вилемом Славатой и Ярославом Боржитой из Мартиниц). Выжил при падении, впоследствии был возведён в достоинство имперского рыцаря. 

## Биография
Филипп Фабрициус был внуком немецкого писателя Георга Фабрициуса (1516—1571) и родился приблизительно в 1580 году. Он сделал карьеру в Чехии, став секретарём королевской канцелярии и тайным секретарём пражского наместничества. Не позже 1608 года Фабрициус получил дворянство с прибавкой к фамилии «фон Розенфельд».
23 мая 1618 года Фабрициус находился в канцелярии в Пражском граде, когда туда ворвалась группа протестантских дворян. По воспоминаниям очевидцев, он серьёзно пострадал в начавшейся потасовке и попытался спрятаться под столом. Протестанты, выбросив в окно наместников Ярослава Боржиту из Мартиниц и Вилема Славату, услышали стоны Фабрициуса, нашли его и тоже выбросили в окно. Никто из троих не пострадал. Рассказывали, будто Фабрициус, упав на знатных господ, тут же вскочил, попросил у них прощения и начал оказывать им помощь. Он прополз по замковому рву к реке Влтаве, перебежал в Старое Место, добрался до своего дома, а потом сразу бежал из Праги. 16 июня он добрался до Вены, там был принят чешским королём и эрцгерцогом штирийским Фердинандом II и первым рассказал ему о случившемся как очевидец. В 1623 году Фабрициус был возведён в достоинство имперского рыцаря и получил почётное добавление к фамилии Hohenfall — «высокое падение». Теперь его звали Филипп Фабрициус фон Розенфельд и Хоэнфалль (нем. Philipp Fabricius von Rosenfeld und Hohenfall). Смерть Фабрициуса источники датируют 1631 годом.
Попытка убить наместников и секретаря, известная как «Вторая пражская дефенестрация», означала открытый разрыв между чешскими сословиями и династией Габсбургов. Прямым следствием этого события стала война, переросшая в общеевропейский конфликт («Тридцатилетнюю войну»). О дефенестрации писали по всей Европе. Причём протестанты утверждали, что наместники и секретарь спаслись, упав в навозную кучу, а католики — что Мартиница, Славату и Фабрициуса уберегла от гибели Дева Мария. Предположительно, всё дело в холодной майской погоде, из-за которой на всех была длинная и плотная одежда, и в пологом откосе дворцовой стены.